# Prisme d'Abbe
Pour les articles homonymes, voir Abbe.

Prisme d'Abbe.

Un prisme d'Abbe est un type de prisme à déviation constante nommé selon son inventeur, physicien et industriel allemand Ernst Abbe.
Le prisme est composé d'une base triangulaire d'angles 30°-60°-90°. Cette conception permet à un faisceau monochromatique d'être dévié de 60°. Le faisceau entre dans le prisme dont l'indice de réfraction a été choisi de manière que le faisceau réfracté une première fois soit totalement réfléchi sur la deuxième face du prisme puis réfractée par la troisième face.
Ce prisme ne doit pas être confondu avec le prisme d'Abbe-Porro et le prisme d'Abbe-König qui ne sont pas dispersifs, mais il est très similaire au prisme de Pellin-Broca.